# Nephrotoma navajo
Nephrotoma navajo är en tvåvingeart som beskrevs av Alexander 1949. Nephrotoma navajo ingår i släktet Nephrotoma och familjen storharkrankar. Inga underarter finns listade i Catalogue of Life.